# Литохорски морски музей
Литохорският морски музей (на гръцки: Ναυτικό Μουσείο Λιτοχώρου) е музей разположен в южномакедонското градче Литохоро, Северна Гърция.

## Местоположение
Музеят е разположен в северната част на градчето до кметството.

## История
Идеята за създване на морски музей в градчето се появява в 1995 година, като инициативата за събиране и излагане на морското наследство на Литохоро е на Съюза на моряците от запаса. От 1995 до 2002 година са събрани много артефакти свързани с военноморското, а от 2002 до 2004 година и с търговското морско дело и в 2004 година е учредено дружеството Литохорски морски музей, което е регистрирано в министерството на културата.

## Експозиция
Експонатите в музея са събирани от бивши моряци, собственици на кораби или матроси. Пред сградата са изложени котви, шамандури, корабни витла и едно торпедо. В музея е изложен модел на торпедоносец, който в 1912 година потопява османски боен кораб пред Солунското пристанище. Сред експонатите има стари фотографии, впечатляващи модели на реални кораби, представляващи развоя на корабостроенето в Гърция през годините. Изложени са и морски прибори като компаси, хронометри и секстанти, както и навигационни карти.